# Bánhorváti
Bánhorváti je velká vesnice v Maďarsku v župě Borsod-Abaúj-Zemplén, spadající pod okres Kazincbarcika. Vznikla v roce 1950 sloučením dvou obcí Bánfalva a Bánhorvát. Nachází se asi 9 km západně od Kazincbarciky. Žije zde přibližně 1 300 obyvatel. Dle údajů z roku 2001 tvoří 98 % obyvatelstva Maďaři a 2 % Romové.
Sousedními vesnicemi jsou Dédestapolcsány a Nagybarca.